# Mira Luoti
Mira Anna Maria Luoti (Pori, 1978. február 28. –) a finn PMMP együttes egyik énekesnője. Jelenleg Helsinkiben él. Régebben egyébként szülővárosa mellett élt még Kaarinában, és Turkuban is.
Az énekesnő 2007 év végén adott életet első gyermekének, ennél többet erről nem hoztak nyilvánosságra.